# Aitor Gaviria
Aitor Gaviria es un actor venezolano, con más de veinticinco años de carrera profesional, actualmente residenciado en Madrid.
Cursó estudios de Arte Dramático en el Taller Nacional de Teatro de Caracas. Inmediatamente después pasa a formar parte del elenco estable del Grupo Rajatabla, participando en montajes, casi todos dirigidos por el reconocido director Carlos Giménez.
Todos sus trabajos han sido reseñados por la crítica especializada y se podrían destacar sus interpretaciones en Cipango, de José Antonio Rial, El coronel no tiene quién le escriba y La cándida Eréndira, ambas adaptaciones del texto de Gabriel García Márquez, La Tempestad, de William Shakespeare, Fuenteovejuna, de Lope de Vega, Peer Gynt, de Henrik Ibsen, Oficina No. 1, de Miguel Otero Silva, Fotomatón, de Gustavo Ott, Mi hermano José Rosario, de Elio Palencia, Crónicas desquiciadas, de Indira Páez, entre muchas otras.
Ha sido merecedor del Premio Marco Antonio Ettedgui, Mención especial actor por su trayectoria y del Premio Nacional Infantil, como mejor actor por su interpretación en el montaje ¿Quién se robó el final?, escrito y dirigido por Gabriel Flores.
Londres, Sídney, Montreal, New York Shakespeare Festival, Spoletto, Cagliari, Filadelfia, Chicago, Lisboa, Madrid, Cádiz, Barcelona, México y Bogotá son algunos de los Festivales de Teatro en los que, con el Grupo Rajatabla y la Compañía Nacional de Teatro, ha representado a Venezuela.
Telenovelas como Pecado de amor, El paseo de la Gracia de Dios, El perdón de los pecados, Mujer secreta, Contra viento y marea, Samantha, Sirena o Voltea pa' que te enamores han contado con su participación. Además de colaboraciones en innumerables teleseries en Venezuela y España y participaciones especiales en películas venezolanas, italianas y españolas.
Más de una veintena de Productos lo han elegido como imagen, desarrollando también un largo historial en Publicidad.
En el año 2006 es invitado por la empresa española Euroscena, a participar en el homenaje al premio Nobel español Juan Ramón Jiménez, bajo la dirección de Salvador Collado, presentándose desde esa fecha en escenarios alrededor de toda España. Con Euroscena participa en los montajes de "El Matrimonio Secreto" de Cimarrosa y "La Venganza de Don Mendo" de Pedro Muñoz Seca, ambas dirigidas por Jesús Castejón. Participa también protagonizando "El Diablillo de la Ópera" de Alfonso Zurro, dirigido por Salvador Collado y bajo la dirección de Ricardo Campello actúa en "La Caja de Música" de Alfonso Zurro y en "Subprime" de Fernando Ramírez Baeza. Recientemente estrenó en Barcelona y Madrid el monólogo del dramaturgo Javier Vidal i Pradas "Eflam, toda una mujer" bajo la dirección de Héctor Moreno Guzmán.